# Aglaia evansensis
Aglaia evansensis är en tvåhjärtbladig växtart som beskrevs av Albert Charles Smith. Aglaia evansensis ingår i släktet Aglaia och familjen Meliaceae. Inga underarter finns listade i Catalogue of Life.